# Deleni (Iași)
Deleni es una comuna ubicada en el distrito de Iași, Rumania.

## Superficie
Cuenta con una superficie de 154,5 kilómetros cuadrados.

## Demografía
Hasta 2021 la población era de 8885 habitantes, con una densidad de población de 57,50 habitantes por kilómetro cuadrado.